# Roberta Gregory
Roberta Gregory (Los Angeles, California) é uma autora e desenhista de histórias em quadrinhos americanas, criadora da série Naughty Bits e da personagem "Bitchy Bitch". Gregory foi indicada ao Eisner Award de "Melhor Escritora" em 1993 por seu trabalho na série